# Apomys magnus

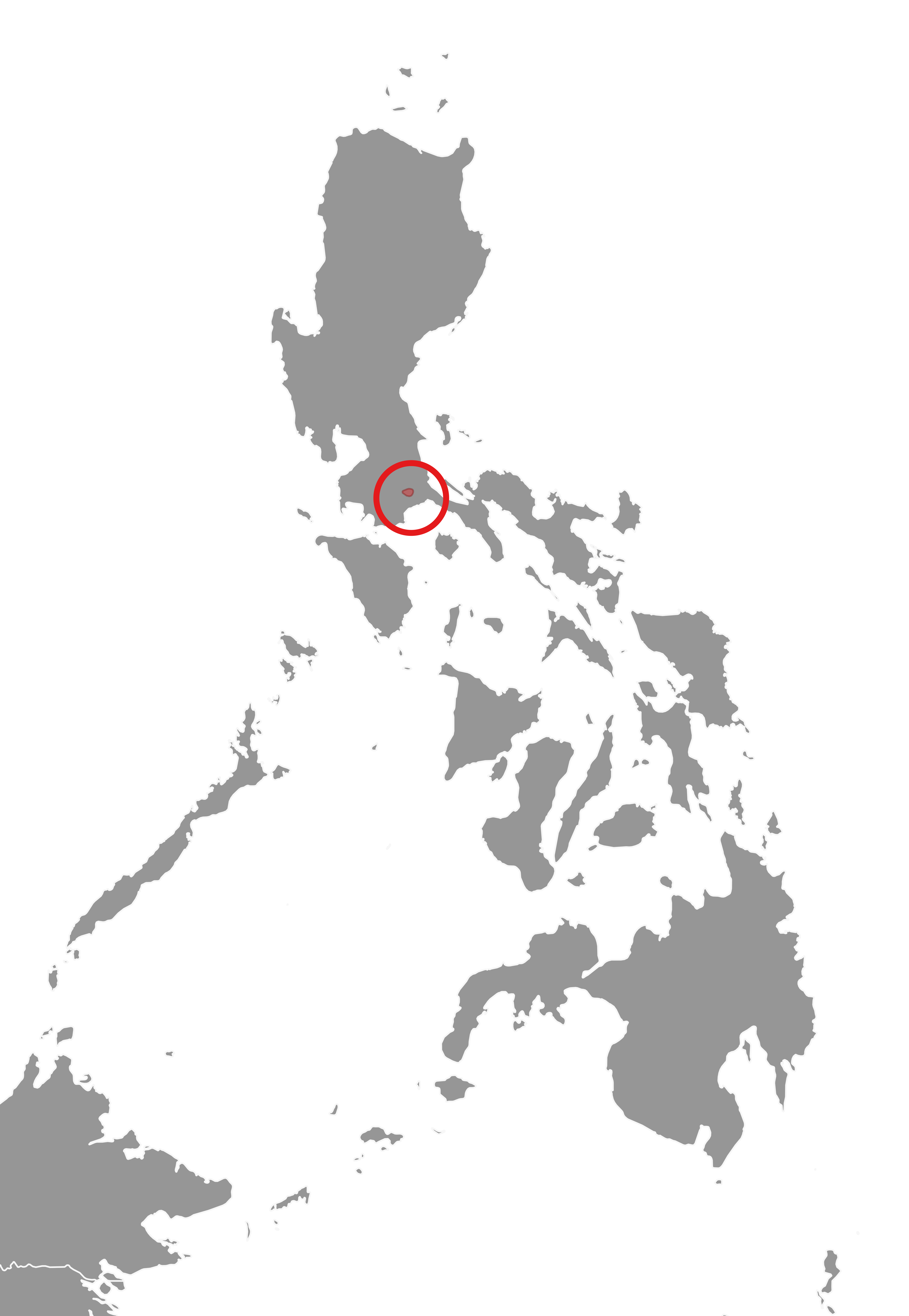

Apomys magnus är en gnagare i familjen råttdjur som förekommer i Filippinerna. Undersökningar visade att den skiljer sig tydlig i sina genetiska egenskaper från sina närmaste släktingar.

## Utseende
Vuxna exemplar är 13,7 till 16 cm långa (huvud och bål), svanslängden är 13,3 till 15,4 cm och vikten varierar mellan 92 och 128 g. Arten har 3,7 till 4,1 cm långa bakfötter och 2,1 till 2,3 cm stora öron. Liksom andra släktmedlemmar har Apomys magnus mjuk päls, en svans som är täckt med tunna hår och långa morrhår som når axlarna när de böjs bakåt. Honor har två spenar vid ljumsken. De flesta håren på ovansidan är mörkbruna med svarta spetsar. Dessutom är några helt svarta hår inblandade. Pälsen på undersidan är på extremiteternas insida är ljusare med gråa hår som har vita spetsar. Gränsen mellan dessa två färgområden är tydlig. Huden på fingrar och tår saknar pigment och där förekommer fina vita hår. Svansen är uppdelad i en mörkbrun ovansida och en färglös eller vit undersida.

## Utbredning
Utbredningsområdet ligger i södra delen av ön Luzon i Filippinerna vid berget Banahaw och i angränsande bergstrakter. Apomys magnus lever i regioner som ligger 765 till 1465 meter över havet. Detta råttdjur vistas i olika slags skogar som kan vara återskapade. Arten hittas även i områden där skogar och jordbruksmark bildar en mosaik.

## Ekologi
Aktiva exemplar dokumenterades på natten vid marken. Enligt uppskattningar är arten allätare. Några individer fångades med hjälp av daggmaskar och kokosnötkött. En upphittad hona var dräktig med tre embryon.

## Bevarandestatus
I begränsat omfång omvandlas skogen till jordbruksmark. En viss negativ påverkning sker genom gruvdrift och turism. Hela populationen anses vara stabil. IUCN listar arten som livskraftig (LC).